# Titulární kostel
Titulární kostel (latinsky titulus ecclesiae) je farním kostelem v místní římské církvi, který patří do římské diecéze a je papežem udělený kardinálovi-knězi.
Tímto způsobem se kardinál stává „farářem“ v římské diecézi a patří mezi kardinály-kněze. Fakticky však nevykonává službu jako farní kněz, ale má jiné povinnosti, většinou jako diecézní biskup nebo v Římské kurii. Skutečnou pastorační péči o farní společenství vykonává místní kněz, zatímco kardinál je spíše ve funkci patrona farnosti. Prostřednictvím titulárního kostela je kardinál-kněz v úzkém vztahu s papežem a ostatními kardinály, který přináší do svého diecézního společenství.